# 德意志奥地利，美妙的国度
《德意志奥地利，美妙的国度》（德語：Deutschösterreich, du herrliches Land，由于圣日耳曼条约作出的决定，不允许奥地利国名冠以“德意志”字眼，这首歌在国际上也称为奥地利，美妙的国度），是德意志奧地利共和国與奥地利第一共和国在1920－1929年所使用的国歌。这首歌的词作者是卡尔·伦纳，曲作者是威尔海姆·金茨尔。1929年，奥地利第一共和国国歌改为《永久的祝福》。